# Cambridgea simoni
Cambridgea simoni là một loài nhện trong họ Stiphidiidae.
Loài này thuộc chi Cambridgea. Cambridgea simoni được Lucien Berland miêu tả năm 1924.